# 理論社ミステリーYA!
理論社ミステリーYA!は理論社が刊行している推理小説の叢書。2007年3月から刊行されており、2010年10月までに34冊が刊行された。

## 概要
装丁は四六判ソフトカバー。キャッチコピーは「起爆剤としてのミステリー」で、若い世代が主な対象である。

## 執筆者・刊行リスト

### あ行
- 芦原すなお - カワセミの森で （2007年5月）
- 芦辺拓 - 月蝕姫のキス（2008年10月）
- 有栖川有栖 - 闇の喇叭 （2010年6月）
- 大倉崇裕 - オチケン！ （2007年9月）、オチケン、ピンチ!!（2009年4月）
- 太田忠司 - まいなす（2008年11月）
- 折原一 - タイムカプセル （2007年3月）、クラスルーム （2008年7月）

### か行
- 海堂尊 - 医学のたまご （2008年1月）
- 霞流一 - ロング・ドッグ・バイ（2009年3月）
- 岸田るり子 - 過去からの手紙 （2008年2月）
- 鯨統一郎 - ルビアンの秘密 （2007年6月）、ABCDEFG殺人事件（2008年4月）
- 倉阪鬼一郎 - ブランク　空白に棲むもの （2007年12月）
- 小前亮 - エイレーネーの瞳　シンドバッド23世の冒険 （2008年4月）
- 近藤史恵 - あなたに贈るX（キス） （2010年7月）

### さ・た・な・は行
- 澤見彰 - 燃えるサバンナ （2008年2月）
- 篠田真由美 - 王国は星空の下 北斗学園七不思議 （2007年3月）、闇の聖杯、光の剣 北斗学園七不思議2 （2008年4月）、アルカディアの魔女 北斗学園七不思議3 （2009年9月）
- 田中芳樹 - 月蝕島の魔物 （2007年7月）
- 永井するみ - カカオ80%の夏 （2007年4月）、レッド・マスカラの秋（2008年12月）
- 新津きよみ - ユアボイス～君の声に恋をして （2007年9月）
- 早見裕司 - 満ち潮の夜、彼女は （2007年6月）

### ま・や行
- 牧野修 - 水銀奇譚 （2007年7月）
- 松尾由美 - 人くい鬼モーリス （2008年6月）
- 真瀬もと - キューピッドの涙盗難事件　ベイカー街少年探偵団ジャーナルI （2007年8月）
- 皆川博子 - 倒立する塔の殺人 （2007年11月）
- 柳広司 - 漱石先生の事件簿　猫の巻 （2007年4月）、虎と月（2009年2月）
- 山田正紀 - 雨の恐竜 （2007年3月）、オフェーリアの物語  （2008年5月）
- 横森理香 - 渋谷ビター・エンジェルズ （2008年3月）

## 予告されていた作品
公式サイトの「今後の刊行予定」参照。
- 田中芳樹 - 髑髏城の花嫁 ヴィクトリア朝怪奇冒険譚（ヴィクトリアン・ホラー・アドベンチャー）  
  - シリーズ第2弾。
- 大原まり子 - 怪盗ルパソとロボット少女
- 柴田よしき - 不思議な町のあしながおじさん
- あさのあつこ - 曲がり角の向こうには
- 梶尾真治 - 小夢の奇妙な仲間たち
- 真瀬もと - アーンズワース城の秘密 ベイカー街少年探偵団（ストリート・ イレギュラーズ）ジャーナル
  - シリーズ第2弾。
- 山田正紀 - オフェーリアのつづきの物語
- 坂木司 - 山の学校
- 朱川湊人 （タイトル告知なし）